# Lüttringhausen
Lüttringhausen est un quartier de la ville allemande de Remscheid, en Rhénanie-du-Nord-Westphalie.

## Histoire
Jusqu'au 1er août 1929, Lüttringhausen était une ville indépendante qui a été annexée lors de la réforme des communes de Rhénanie-Westphalie avec la ville de Lennep à la ville-arrondissement de Remscheid. Cette nouvelle commune dépassait désormais les 100 000 habitants et obtint ainsi le statut de métropole (Großstadt).

## Population
Au 31 décembre 2018, le quartier comptait une population de 17 108 habitants.